# Trichomycterus longibarbatus
Trichomycterus longibarbatus е вид лъчеперка от семейство Trichomycteridae.

## Разпространение
Видът е разпространен в Бразилия.